# Native Dancer
Native Dancer je trinajsti studijski album ameriškega jazzovskega saksofonista Waynea Shorterja v sodelovanju z brazilskim glasbenikom Miltonom Nascimentom. Album vsebuje nekaj Nascimentovih najboljših kompozicij, vključno s skladbama »Ponta de Areia« in »Miracle of The Fishes«. Pri albumu so opazni vplivi elementi jazz rocka in funka ter brazilskih vplivov, s katerimi je Shorter poskušal ustvariti »world« glasbo dostopnejšo s številnih perspektiv. Album je vplival na številne ameriške glasbenike, vključno z Esperanza Spalding in Maurice White, član skupine Earth, Wind & Fire, ki je priredila skladbo »Ponta de Areia« na albumu All 'n All, ki je izšel leta 1977.

## Sprejem
The Penguin Guide to Jazz je hvalil Shorterjevo igranje tenorskega saksofona, album pa je označil kot »lahko nastavitev sambe, ki bolj poudarja Nascimentov meglen in neodločen vokal kot pa Shorterjevo igranje saksofona.«
Alex Henderson je v svoji recenziji za portal AllMusic poudaril, da je »vse na tem melodičnem dosežku s konstantnimi besedili dragulj«, album pa je označil za enega Shorterjevih najpomembnejših.

## Seznam skladb
| Št. | Naslov                       | Pisec                      | Dolžina |
| --- | ---------------------------- | -------------------------- | ------- |
| 1.  | „Ponta de Areia‟             | Milton Nascimento          | 5:18    |
| 2.  | „Beauty and the Beast‟       | Wayne Shorter              | 5:04    |
| 3.  | „Tarde‟                      | Fernando Brant, Nascimento | 5:49    |
| 4.  | „Miracle of the Fishes‟      | Brant, Nascimento          | 4:48    |
| 5.  | „Diana‟                      | Shorter                    | 3:04    |
| 6.  | „From the Lonely Afternoons‟ | Brant, Nascimento          | 3:15    |
| 7.  | „Ana Maria‟                  | Shorter                    | 5:10    |
| 8.  | „Lilia‟                      | Nascimento                 | 7:03    |
| 9.  | „Joanna's Theme‟             | Herbie Hancock             | 4:17    |

## Zasedba
- Wayne Shorter – sopranski saksofon, tenorski saksofon
- Milton Nascimento – kitara, vokal
- David Amaro – kitara
- Jay Graydon – kitara
- Herbie Hancock – klavir, sintetizatorji, klaviature
- Wagner Tiso – orgle, klavir
- Dave McDaniel – bas
- Roberto Silva – bobni
- Airto Moreira – tolkala